# Inglefield (Schiff, 1937)
HMS Inglefield war der letzte Flottillenführer der Royal Navy, der erheblich von seinen Flottillenbooten abwich. Zu Beginn des Zweiten Weltkriegs war sie Führerboot der bei der britischen Mittelmeerflotte in Malta stationierten 3. Zerstörerflottille, verlegte aber noch im September 1939 zurück zu den britischen Inseln. Das Boot war im Nordatlantik, vor Norwegen, bei der Sicherung von Versorgungskonvois nach Malta, im Nordmeer und ab Sommer 1943 wieder im Mittelmeer im Einsatz. Dort wurde die Inglefield am 25. Februar 1944 vor Anzio durch eine Henschel-Hs-293-Gleitbombe versenkt.

## Geschichte derInglefield
Der Flottillenführer HMS Inglefield war der neunte neue Flottillenführer für die seit 1930 gelieferten als A- bis I-Klasse bezeichneten Standardzerstörer der Royal Navy. Wie die meisten Vorgänger der anderen Klasse erhielt auch sie den Namen eines britischen Seehelden mit dem Anfangsbuchstaben der Klasse. Namensgeber des Bootes wurde der Admiral Sir Edward Augustus Inglefield (1820–1894) und zum ersten Mal erhielt ein Schiff den Namen dieser Familie von Seeoffizieren. Das in Birkenhead bei Cammell Laird gebaute Boot entsprach weitgehend den zuvor gelieferten Flottillenführern der anderen Klassen. Mit 102,7 m Länge war sie über 4 m länger als die normalen Flottillenboote der I-Klasse, war etwas breiter und hatte – wie die meisten der vorangegangenen Flottillenführer – ein fünftes Hauptgeschütz. Die Arbeiten an dem am 14. November 1935 bestellten Bootes wurden am 29. April 1936 begonnen. Am 15. Oktober 1936 lief es vom Stapel und wurde am 25. Juni 1937 mit der Kennung D02 in Dienst gestellt. Die Flottillenboote wurden seit Mai 1937 ebenfalls in Dienst gestellt und mit der Ablieferung der Impulsive Ende Januar 1938 war die Flottille komplett.

### Einsatzgeschichte

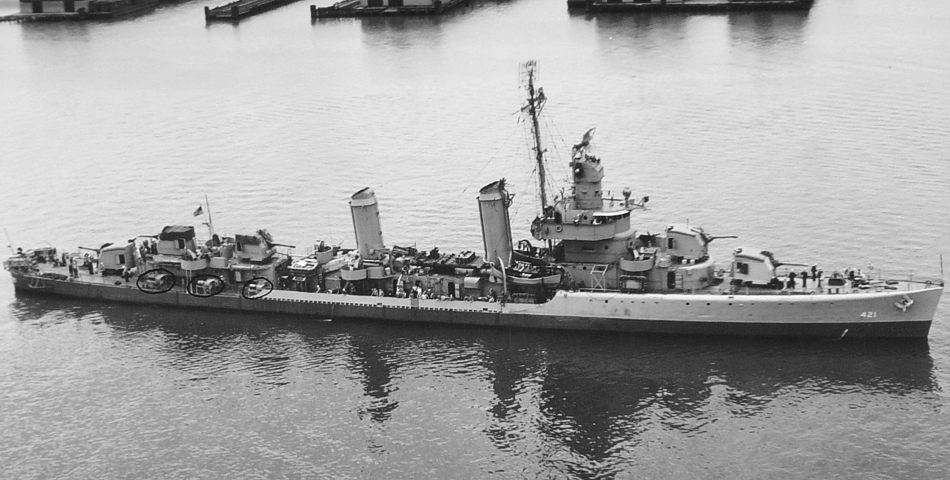
USS Benson, Schwesterboot der USS Madison (DD-425)

Bei Kriegsbeginn war die Inglefield als Führungsboot der „3rd Destroyer Flotilla“ bei der Mittelmeerflotte und in Malta stationiert.
Schon in der ersten Hälfte des Septembers 1939 wurde sie mit der Flottille zur Home Fleet versetzt, um die westlichen Zufahrtswege zu den Britischen Inseln zu sichern. Einer der ersten Einsätze des Bootes zusammen mit den Zerstörern Ivanhoe, Impulsive und Intrepid war die Begleitung des Flugzeugträgers Courageous, der am 17. September 1939 von U 29 torpediert und versenkt wurde. Die Inglefield war beim Angriff befehlsgemäß mit der Intrepid wegen eines Notrufs des Dampfers Kafirstan, den U 53 versenkt hatte, abwesend.
Am 14. Oktober 1939 gelang der Inglefield mit Icarus, Ivanhoe und Intrepid südwestlich von Irland auf der Position 50° 58′ N, 12° 7′ W die Versenkung von U 45, das mit der gesamten Besatzung sank.
Als am 23. November 1939 die deutschen Schlachtschiffe Gneisenau und Scharnhorst gegen die britische Northern Patrol vorstießen und den Hilfskreuzer Rawalpindi versenkten, gehörte die Inglefield zu den britischen Einheiten, die nach den deutschen Schiffen, die sich inzwischen auf dem Rückmarsch befanden, suchten. Sie bewachte mit der Glasgow und den Zerstörern Maori, Zulu, Imperial, Impulsive und Imogen ein Seegebiet nordöstlich der Shetlandinseln.
Am 27. November wurde die Inglefield dem britischen Unterseeboot Triad zu Hilfe geschickt, das bei einer Patrouillenfahrt im Skagerrak einen Schaden am Tiefenruder erlitten hatte. Sie schleppte das Boot nach Stavanger, wo innerhalb der 24-Stunden-Frist einige Reparaturen durchgeführt werden konnten. Dann schleppte der Zerstörer das U-Boot weiter nach Rosyth, wo die beiden Boote am 4. Dezember 1939 eintrafen.
Am 25. Februar 1940 war die Inglefield an einer weiteren U-Boot-Versenkung beteiligt. Südlich der Shetlandinseln versenkte sie U 63 zusammen mit den Zerstörern Escort und Imogen sowie dem britischen U-Boot Narwhal auf der Position 58° 40′ N, 0° 10′ W. Ein Besatzungsmitglied des deutschen U-Boots kam dabei ums Leben, 24 konnten von den britischen Booten gerettet werden.
Im Mai 1940 wurde die Inglefield zur Evakuierung der britischen Truppen aus Åndalsnes eingesetzt. Ab Mitte Mai befand sich der Flottillenführer zur Instandsetzung in der Marinewerft in Devonport. Zum Monatsende wurde sie wieder einsatzbereit. Die 3. Zerstörerflottille verfügte zum Monatsende mit Delight und Diana nur über zwei voll einsatzbereite Zerstörer; Imogen und Isis befanden sich auch bei Werften, um überholt zu werden. Ilex und Imperial waren Mitte Mai ins Mittelmeer zurückverlegt worden und Icarus, Impulsive, Ivanhoe und Intrepid, die vier Minenleger der Klasse, waren zwischen Dünkirchen und Dover zur Evakuierung des Expeditionskorps vom europäischen Festland im Einsatz.
Die Inglefield blieb vor Norwegen und begleitete im Juni die beschädigten Zerstörer Antelope und Electra von Norwegen nach Schottland. Die beiden Boote waren als Begleiter der Ark Royal miteinander kollidiert. Bei sehr schlechtem Wetter kamen die Boote wegen der schwer beschädigten Electra nur mühsam voran.
Im Herbst 1940 gehörte die Inglefield zu den britischen Einheiten, die Dakar angriffen, um eine Landung Frei-Französischer Truppen vorzubereiten (Operation Menace). Auf dem Marsch nach Süden stoppte sie vor der marokkanischen Küste den Leichten Kreuzer Gloire und geleitete ihn nach Casablanca. Am 23. September versenkte sie vor Dakar mit der Foresight das französische U-Boot Persée. Der Flottillenführer wurde von der französischen Küstenartillerie beschossen und von einem 7,5-inch-Geschoss getroffen. Am folgenden Tag führte sie ein Gefecht mit französischen Zerstörern und traf die L'Audacieuse, die von der Australia in Brand geschossen und schwer beschädigt wurde. Die Operation Menace wurde schließlich abgebrochen. Inglefield diente eine Zeit vor Freetown und ging dann als Sicherung eines Geleitzuges wieder nach Großbritannien. Dort wurde sie überholt und dabei der hintere Torpedosatz durch ein 76-mm-Flugabwehrgeschütz (3 inch 20 cwt) ersetzt.
In den beiden folgenden Jahren gehörte die Inglefield zur Home Fleet und sicherte die schweren Einheiten, aber auch Geleitzüge aus Nordamerika auf dem letzten Stück ihrer Reise. Im Mai 1941 gehörte sie anfangs zur Sicherung der britischen Schlachtschiffe King George V und Rodney auf der Suche nach der Bismarck, musste aber die schweren Einheiten wegen Treibstoffmangels verlassen, bevor diese das deutsche Schlachtschiff fanden und zusammenschossen. Im Juli gehörte sie zum Begleitschutz britischer Träger, die deutsche Stützpunkte in Norwegen angegriffen. Zusammen mit der Icarus sicherte sie den im Nordmeer stehenden Tanker Black Ranger, der die Kreuzer und Zerstörer dieses längeren Einsatzes auf einem vereinbarten Treffpunkt mit Treibstoff versorgte. Während eines Flottenbesuches des britischen Königs George VI. nutzte dieser die Inglefield zur Besichtigung des Ankerplatzes von Scapa Flow und für die Rückreise zum Festland am 9. August.
Anschließend erledigte der Zerstörer verschiedene Aufgaben bei den ersten Versuchen der Briten, die Sowjetunion auf dem Seeweg über Murmansk zu unterstützen und bei Aktionen der Home Fleet gegen die Deutschen in Norwegen. Das Auflaufen auf eine Unterwasser-Felsspitze vor Spitzbergen im August führte Ende September 1941 zu einem erneuten Werftaufenthalt, der auch zur Modernisierung ihrer Radarausstattung genutzt wurde. Der im Dezember wieder einsatzbereite Zerstörer sollte dann an einem Kommandounternehmen teilnehmen.
Im Januar 1942 beschossen die Inglefield und Intrepid Florø, die westlichste Stadt Norwegens zwischen Ålesund und Bergen in der Operation Kitbag und beschädigten eine Fabrik. Die ebenfalls geplante Landung von Kommandotruppen war abgesagt worden. Gleichzeitig bombardierten Armstrong Whitworth Whitleys der RAF den deutschen Flugplatz Sola. Der Angriff der Zerstörer auf einen deutschen Konvoi beschädigte den Dampfer Hedwigshütte (2221 BRT), das Vorpostenboot V 5104/Orkan wurde auf Strand gesetzt.
Vom 14. bis zum 26. April 1942 nahm die Inglefield am Unternehmen Calendar teil. Die aus britischen und amerikanischen Einheiten gebildete „Force W“ lief von Greenock ins Mittelmeer, um 47 britische Supermarine-Spitfire-Jäger nach Malta einzufliegen. Sie bestand aus dem Schlachtkreuzer Renown, dem US-Träger Wasp und den britischen Zerstörern Inglefield, Echo, Partridge, Ithuriel sowie den amerikanischen Zerstörern Lang und Madison. Vor Gibraltar wurde er noch durch die Kreuzer Cairo und Charybdis verstärkt. Am 20. April wurden die Jagdflugzeuge im Mittelmeer gestartet und 46 erreichten das Ziel. Von vier gegen den Verband eingesetzten italienischen U-Booten konnte nur Velella südlich der Balearen einen erfolglosen Angriff auf einen Zerstörer durchführen. Die Force W kehrt am 26. April unbeschädigt nach Scapa Flow zurück.

#### Einsatz im Nordmeer
Die Inglefield und die amerikanische Madison wurden unmittelbar anschließend in der britisch-amerikanischen Ferndeckungsgruppe für die Konvois PQ 15 und QP 11 um die Schlachtschiffe King George V. und Washington sowie den Flugzeugträger Victorious im Nordmeer zwischen Island und Norwegen mit neun weiteren britischen und drei amerikanischen Zerstören sowie zwei amerikanischen Schweren Kreuzern eingesetzt. Die Inglefield blieb in See bei der britischen Deckungsgruppe, in der die Duke of York ihr Schwesterschiff King George V. ersetzt hatte, um den Rückmarsch der nach dem Torpedotreffer behelfsmäßig reparierten Trinidad im Falle eines Angriffs durch deutsche Überwassereinheiten zu sichern. Der Kreuzer wurde aber am 14. Mai von einer Junkers Ju 88 der III./KG 30 getroffen, geriet in Brand und musste am folgenden Tag durch die begleitende Matchless versenkt werden. Unmittelbar darauf ging die Inglefield mit den Zerstörern Boadicea, Escapade und der norwegischen St. Albans und fünf weiteren Booten als „Western Local Escort“ wieder in See, um den seit dem 21. Mai aus Murmansk zurückkehrenden Geleitzug QP 12 auf dem letzten Teil der Reise nach Reykjavík zu sichern, der von den Deutschen zwar entdeckt, aber nicht angegriffen wurde.
Ab Ende August wurde die Inglefield erneut überholt und dabei umbewaffnet. Sie gab ihre mittlere 120-mm-Kanone und die beiden Fla-MG-Vierlinge ab und erhielt vier 20-mm-Oerlikon-Maschinenkanonen. Der verbliebene Fünffach-Torpedorohrsatz wurde ebenfalls an Land gegeben, aber durch zwei Vierlingssätze ersetzt. Auch wurde der Wasserbombenvorrat verdoppelt und zwei zusätzliche Werfer an Deck installiert. Ab dem 9. November war der Zerstörer wieder einsatzbereit.
Schon kurz darauf ging die Inglefield mit fünf weiteren Zerstörern und den Kreuzern Jamaica und Sheffield von Island in See, um den am 15. November mit 16 Frachtern (über 100.000 t Ladung) von Loch Ewe nach Murmansk ausgelaufenen Konvoi JW 51A zu schützen. Der Konvoi erreichte am 25. Dezember Murmansk, ohne von der deutschen Aufklärung erfasst zu werden. Fünf Schiffe des Konvois gingen jedoch noch im Kolafjord durch Luftangriffe und Minentreffer verloren.
Am 30. Dezember 1942 verließ der Konvoi RA 51 Murmansk in der Gegenrichtung und die Inglefield bildete mit den Zerstörern Faulknor, Fury, Echo, Eclipse und Beagle sowie dem Minensucher Gleaner und vier UJ-Trawlern die Geleitzugsicherung. Der Geleitzug erreichte am 9. Januar 1943 ohne Feindberührung Loch Ewe. In etwas Distanz zum Geleitzug standen auch die Nah- und Fernsicherung mit zwei Schlachtschiffen, fünf Kreuzern und weiteren sechs Zerstörern in See. Schon am 7. Januar 1943 ging der folgende Geleitzug JW 52 in See, bei dem die Inglefield zusammen mit den Zerstörern Echo, Eclipse Faulknor, Montrose, Queenborough, Raider und der polnischen Orkan zur Fernsicherung um das Schlachtschiff Anson und den Kreuzer Sheffield gehörte. Diesen Geleitzug griffen die Deutschen aus der Luft und mit U-Booten erfolglos an.
Auch beim folgenden Geleitzug RA 52, der am 29. Januar den Kolafjord verließ, war die Inglefield mit der Orkan und jetzt Oribi und Obedient bei der Fernsicherung. Der Konvoi verlor nur ein Schiff durch U 255; trotz der U-Boot-Meldungen fand die deutsche Luftaufklärung den Geleitzug nicht.

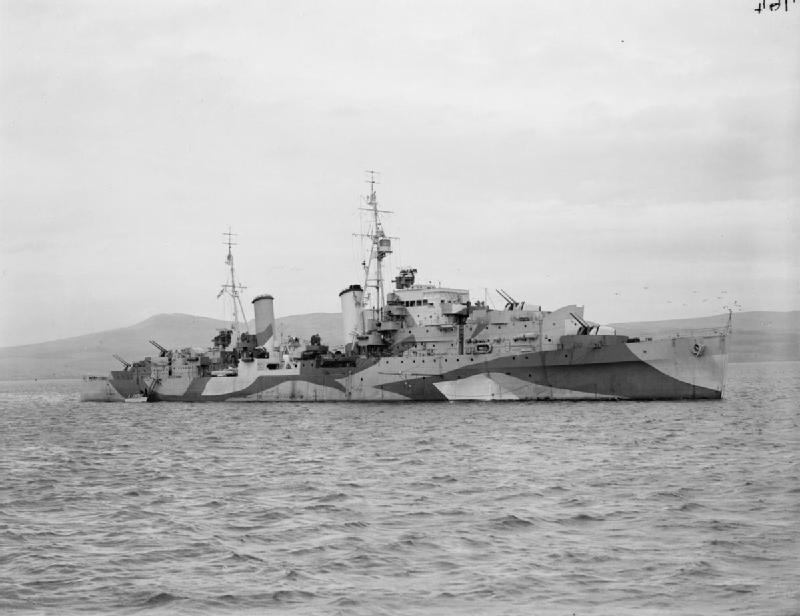
HMS Scylla

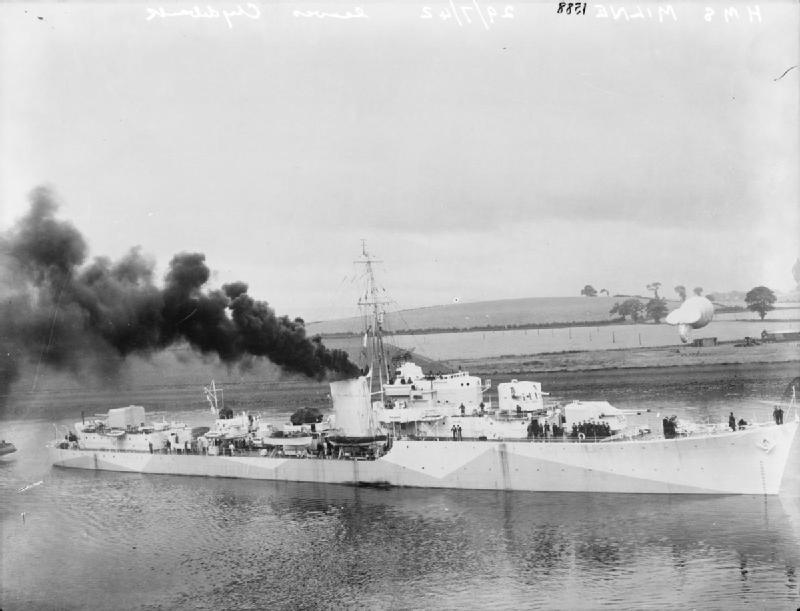
HMS Milne

JW 53, der folgende Konvoi nach Osten stach am 15. Februar in See. Bei schwerem Sturm mussten sechs Dampfer in Island Schutz suchen und der für die Luftsicherung vorgesehene Geleitträger Dasher und der Kreuzer Sheffield mussten mit erheblichen Sturmschäden umkehren. Von dem anfangs umfangreicheren Geleitschutz blieb eine „Through Escort Group“ mit einem Minensucher, vier Korvetten und einem Trawler beim Konvoi. Von Seyðisfjörður stieß am 19. Februar eine „Fighting Escort Group“ mit dem Kreuzer Scylla und dreizehn Zerstörern (Milne, Orkan, Orwell, Opportune, Obedient, Obdurate, Faulknor, Boadicea, Inglefield, Fury, Intrepid, Impulsive, Eclipse) zum Konvoi. Die deutsche Luftaufklärung entdeckte JW 53 am 23.; bei schwerem Wetter wich der Konvoi den deutschen U-Boot-Aufstellungen aus, da die Zerstörer diese mit ihren Peilgeräten rechtzeitig erkennen konnten bzw. die folgende Angriffe frühzeitig erkannten und verhindern konnten. Zwei Angriffe von Ju 88 der I./KG 30 führten nur zur Beschädigung eines Frachters. Drei sowjetische Zerstörer und weitere Sicherungsboote nahmen den Geleitzug auf, der mit 18 Schiffen am 26. vor dem Kolafjord eintraf. Sechs Schiffe liefen weiter ins Weiße Meer. Die in Murmansk eingelaufenen Frachter wurden mehrfach von Junkers Ju 87 der I./StG 5 und Ju 88 angegriffen. Ein Frachter wurde vernichtet und vier schwer beschädigt.
Die Scylla übernahm mit zehn Zerstörern, darunter der Inglefield, drei Korvetten und zwei Trawlern, darunter die in Deutschland gebaute HMS Northern Pride, die Geleitsicherung des am 1. März mit 30 Schiffen nach Westen auslaufenden Konvois RA 53, der schon am 2. von U 255 entdeckt und begleitet wurde. Der Fühlungshalter versenkte am 5. die amerikanische Executive (4978 BRT) und torpedierte einen weiteren Frachter, der weitermarschieren konnte. Ein Angriff von zwölf Ju 88 der I./KG 30 am 6. scheiterte im starken Abwehrfeuer. Ein starker Sturm zerstreute dann den Geleitzug, bei dem ein US-Frachter zerbrach und sank. Am 9. versenkte U 586 die amerikanische Puerto Rican und am 10. U 255 die von ihm bereits torpedierte Richard Bland (7191 BRT). Die Zusammenführung der zerstreuten Schiffe wurde wesentlich durch das Radar des Schlachtschiffes King George V. unterstützt.

### Einsatz im Nordatlantik

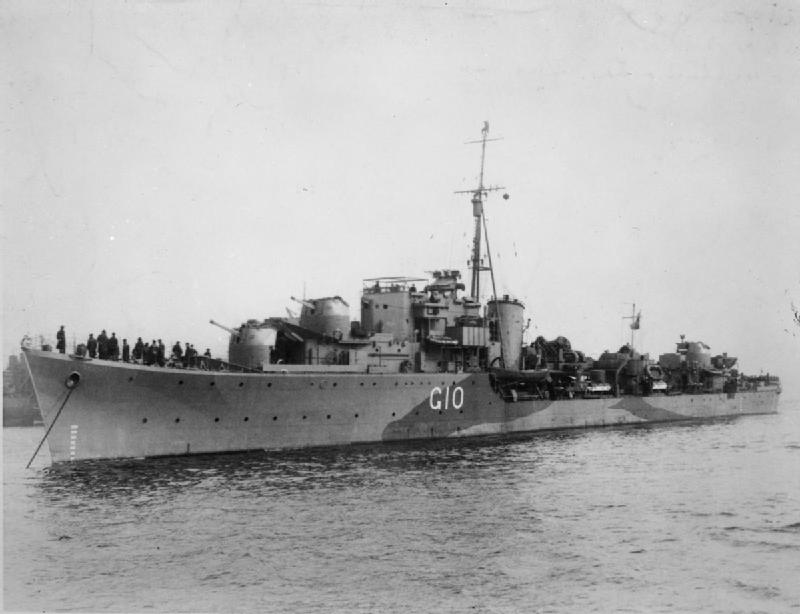
HMS Pathfinder

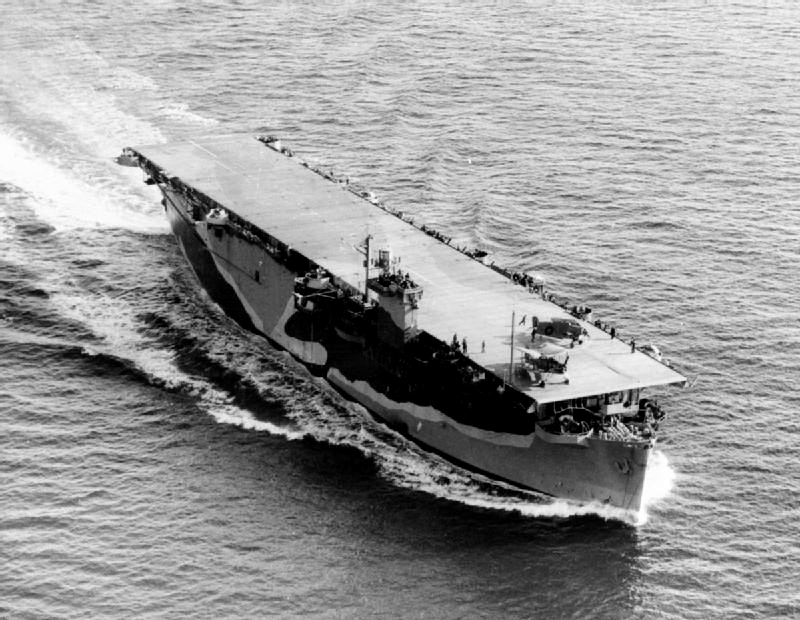
HMS Biter

Vom 14. bis zum 20. März 1943 fand auf dem Nordatlantik die größte Geleitzugsoperation des Zweiten Weltkriegs statt. Bei einem Einsatz von 43 U-Booten wurden 21 Handelsschiffe mit 140.842 BRT versenkt. Lediglich U 384 ging durch eine britische Boeing Fortress verloren. Die Verluste der Konvois SC 121, HX 228, SC 122 und HX 229, die sich auf 20 Prozent der teilnehmenden Schiffe beliefen, führten in Großbritannien zur Befürchtung, dass das Konvoi-System – das Rückgrat der alliierten Strategie in der Schlacht im Atlantik – aufgegeben werden muss. Daher wurde entschieden, aus Zerstörern der Home-Fleet-Unterstützungsgruppen („Support Groups“) zu bilden, die Konvois bei Gefahr unterstützen und sie durch U-Boot-Verbände führen sollten, die nicht umgangen werden konnten. Zuerst wurden die „3rd“ und „4th Support Group“ gebildet. Letztere bildeten Inglefield mit Icarus, Eclipse und Fury. Hinzu kam noch die amerikanische „TU.24.4.1“ mit dem Geleitträger Bogue und drei USN-Zerstörern. Eine 1., 2. und 5. Support Group wurden später aufgestellt.
Am 4. April 1943 sichtete das zum Stützpunkt zurückmarschierende U 530 den Konvoi HX 231, der aus 61 Schiffen – gesichert durch die „Escort Group B7“ mit einer Fregatte, dem „long range escort“ Vidette und vier Korvetten – bestand. Gegen den Geleitzug wurden die Gruppe Löwenherz und weitere in der Nähe stehende U-Boote eingesetzt. In der Nacht zum 5. konnten die U-Boote drei Schiffe versenken, U 572 wurde bei einem Angriffsversuch gerammt und beschädigt. Die am Tag einsetzende Luftsicherung durch britische Liberators erschwerte den U-Booten weitere Angriffe. Zwei Tanker und ein weiterer Frachter konnten versenkt werden, aber U 635 und U 632 wurden durch die Flugzeuge vernichtet und U 594 beschädigt. Am 6. April traf dann die „4th Support Group“ mit der Inglefield und den Zerstören Fury, Eclipse und Icarus beim Konvoi ein und drängte zusammen mit der Luftsicherung alle fühlungshaltenden U-Boote ab.
Ab dem 9. Mai verteidigte die Inglefield in der „5th Support Group“ (Geleitträger Biter und neben der Inglefield noch die Zerstörer Obdurate, Opportune und Pathfinder) neben der regulären Geleitgruppe „EG C2“ (Zerstörer Broadway, Fregatte Lagan, vier Korvetten und der Rettungsschlepper Vizalma) den Konvoi HX 237 (46 Schiffe).

### Rückkehr ins Mittelmeer
Der nächste wichtige Einsatz der Inglefield erfolgte im Juli 1943, als sie einer von 18 britischen, griechischen und polnischen Zerstörern war, die mit vier Kreuzern der Royal Navy die Schlachtschiffe Nelson, Rodney, Warspite und Valiant sowie die Flugzeugträger Indomitable und Formidable im Ionischen Meer sicherten. Diese Einheiten unterstützten die Operation Husky ab dem 10. Juli 1943 die alliierte Invasion Siziliens und sollten ein Eingreifen der italienischen Flotte verhindern. Die Hauptaufgabe der Inglefield war die Suche nach U-Booten der Achsenmächte und Artillerieunterstützung der Landungstruppen. Zur Erfüllung dieser Aufgaben war das Boot wieder in Malta stationiert. Gleichartige Aufgaben übernahm die Inglefield ab dem 9. September nach der Landung der Alliierten auf dem italienischen Festland (Operation Avalanche) bei Salerno. Ab dem 25. September kehrte sie mit anderen Einheiten der Home Fleet nach Großbritannien zurück. Im November war die Inglefield wieder in Algier und begleitete den Schlachtkreuzer Renown, auf dem sich der britische Premierminister Winston Churchill befand, von Algier zu einem Gipfeltreffen in Kairo. In der zweiten Hälfte des Dezembers 1943 wurde die Inglefield in Gibraltar überholt.

## Das Ende derInglefield
Das Boot sollte auch die nächste Landungsoperation der Alliierten bei Anzio und Nettuno am Tyrrhenischen Meer in Mittelitalien am 22. Januar 1944 (Operation Shingle) unterstützen. Am Tag der Landung beschoss die Inglefield mit dem Kreuzer Dido und dem Zerstörer Kempenfelt zur Ablenkung der Verteidiger bei Anzio die Hafenstadt Civitavecchia. Es folgten Beschießungen der Küstenstraße nach Formia mit dem Kreuzer Mauritius. Die Inglefield nutzte für diese Einsätze Neapel als Basis. Sie transportierte Truppen und Vorräte zum Brückenkopf bei Anzio und gab bei Bedarf den gelandeten Truppen Artillerieunterstützung.
Am 15. Februar 1944 geleitete die Inglefield einen Munitionstransporter von Neapel nach Anzio. Sie blieb dann vor Anzio und wurde dort am 25. Februar 1944 von einer Henschel-Hs-293-Gleitbombe getroffen, die eine im Morgengrauen angreifende Dornier Do 217 der II./KG 100 auf sie abgeworfen hatte. Beim Untergang der Inglefield auf Position 41° 26′ 0″ N, 12° 38′ 0″ O verloren 35 Mann ihr Leben, 157 konnten gerettet werden.

## Die Flottillenführer der A- bis I-Klasse
| Name           | Bauwerft                  | Stapellauf | fertig     | Verdrängung Länge | Endschicksal                                                                       |
| -------------- | ------------------------- | ---------- | ---------- | ----------------- | ---------------------------------------------------------------------------------- |
| Codrington D65 | Swan Hunter BauNr. 1355   | 7.08.1929  | 4.06.1930  | 1540 ts 104,5 m   | 27. Juli 1940 vor Dover gesunken                                                   |
| Keith D06      | Vickers Barrow BauNr. 656 | 10.07.1930 | 9.06.1931  | 1400 ts 98,5 m    | 1. Juni 1940 vor Dünkirchen versenkt                                               |
| Kempenfelt D18 | White BauNr.              | 29.10.1931 | 30.05.1932 | 1400 ts 100,3 m   | Oktober 1939 HMCS Assiniboine, im November 1945 auf dem Weg zum Abbruch gestrandet |
| Duncan D99     | Portsmouth DY BauNr.      | 7.07.1932  | 5.04.1933  | 1400 ts 100,3 m   | November 1945 Abbruch                                                              |
| Exmouth H02    | Portsmouth DY BauNr.      | 7.02.1934  | 3.10.1934  | 1460 ts 104,5 m   | 21. Januar 1940 durch U 22 versenkt                                                |
| Faulknor H62   | Yarrows BauNr.            | 12.06.1934 | 24.05.1935 | 1495 ts 104,5 m   | 1946 Abbruch                                                                       |
| Grenville H03  | Yarrows BauNr. 1651       | 15.08.1935 | 1.07.1936  | 1465 ts 100,6 m   | 19. Januar 1940 nach Minentreffer gesunken                                         |
| Hardy H87      | Cammell Laird BauNr.      | 7.04.1936  | 14.12.1936 | 1455 ts 102,7 m   | 10. April 1940 vor Narvik versenkt                                                 |
| Inglefield D02 | Cammell Laird BauNr.      | 15.10.1936 | 12.06.1937 | 1544 ts 102,7 m   | 25. Februar 1944 vor Anzio versenkt                                                |